# Rumpler-Werke

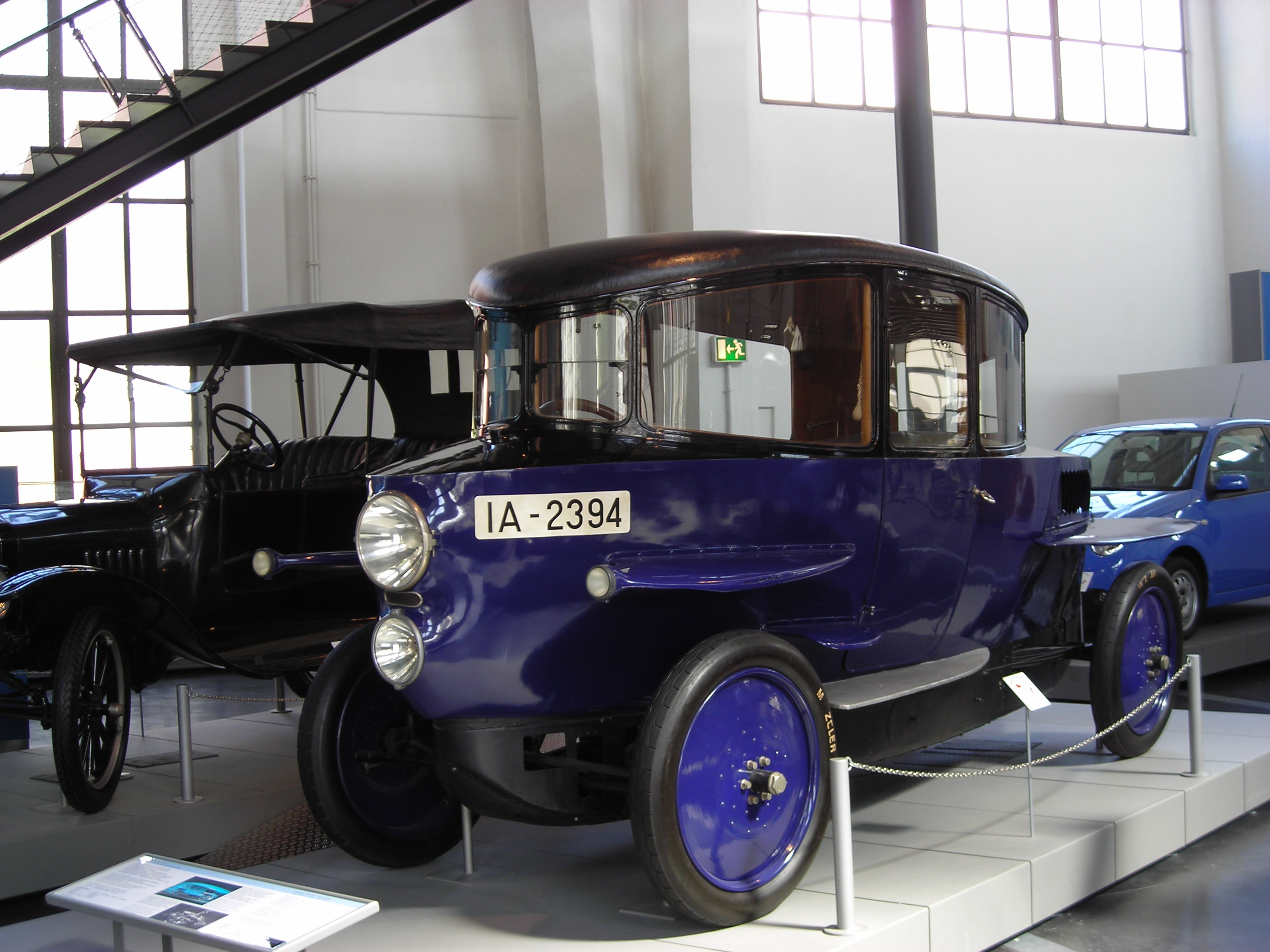
Rumpler-Tropfenwagen

La Rumpler-Werke GmbH fu un costruttore automobilistico tedesco.

## Storia
Edmund Rumpler fondò nel 1921 la società a Augusta e iniziò con la produzione di automobili. Il marchio fu Rumpler. Più tardi la società si trasferì a Berlino. Nel 1926 la produzione cessò.

## Veicoli
L'offerta fu la Rumpler Tropfenwagen, un veicolo aerodinamico molto originale per l'epoca. Un motore a W con sei cilindri e 2.310 cm³ di cilindrata della Siemens & Halske fu montato in posizione centrale con trasmissione verso le ruote posteriori. Dal 1923 venne usato un motore più grande dello stesso tipo ma di 2.580 cm³, e dal 1924 un motore in linea a quattro cilindri della Benz & Cie. da 2.610 cm³.
Nel 1926 venne creato un veicolo con motore anteriore e trazione anteriore. Questo veicolo ebbe carrozzeria Touring e Limousine.